# Maria Pau Trayner i Vilanova
Maria Pau Trayner i Vilanova (el Vendrell, 2 de març de 1936). Professora, escolàpia i activista social. Llicenciada en Filosofia i Lletres (Universitat de Barcelona, 1975). Doctora en Geografia i Història, Antropologia Cultural i Història d'Amèrica i Àsia (UB 1993). Activista social al barri de Can Serra, de l'Hospitalet de Llobregat.

## Biografia
Va néixer al sí d'una família religiosa i carlina. El 25 de juliol del 1936, quan tenia poc més de quatre mesos i havia transcorregut una setmana de l'alçament militar encapçalat per Francisco Franco, el seu pare va ser assassinat per milicians del mateix poble.
Inicià la seva escolarització el col·legi de les Mares Escolàpies del Vendrell, institució amb qui la seva mare va mantenir una forta relació. Al tancar aquest col·legi, va seguir estudiant al de les Carmelites, al mateix Vendrell, d'on va sortir al cap d'un any per entrar a la única escola per nois que hi havia a la vila.
Allà cursà estudis de Comerç, que podem considerar un equivalent a l'actual Grau Professional Administratiu.
Quan acabà aquests estudis, el contacte que havia mantingut la seva mare amb la comunitat escolàpia, li permeté entrar com a alumne interna al col·legi de les  Mares Escolàpies de Figueres. Reafirmada la seva vocació religiosa, va ingressar a l'Institut de Religioses Escolàpies com a novícia l'any 1957 i va fer els vots perpetus l'any 1961 a la ciutat del Masnou, on va ser Superiora i Mestra de Novícies.
A l'entrar al convent, va cursar la carrera de magisteri l'any 1963 a l'Escola Sant Narcís de Girona. També és llicenciada en Ciències Eclesiàstiques i Teologia Sistemàtica per la Facultat de Teologia de Catalunya l’any 2000.
L'any 1971 va ser destinada al col·legi de les Mares Escolàpies de València, on hi estigué durant un any com a Superiora (Presidenta). L'any 1972, fou traslladada a la ciutat de Sabadell.
A aquesta ciutat, entrà en contacte amb la Comunitat Cristiana de Base del barri de Torre Romeu i, d'aquesta manera, en contacte amb els moviments d'oposició al franquisme.
Maria Pau Trayner era la mare superiora de la comunitat de religioses de les Escolàpies de Sabadell en l'etapa que van esdevenir els fets de la caiguda dels 67 membres de l'Assemblea de Catalunya, el 8 de setembre de 1974. Aquestes monges van donar suport a les persones que estaven reunides clandestinament en una sala d'actes del col·legi del carrer de Sant Josep, número 13, quan la policia els havia encerclat amb l'objectiu de detenir-les; fins i tot amagaren, en el cambril de la Verge de l'església que donava a l'àrea de clausura del convent, a les persones més significades de l'Assemblea, les que tenien antecedents policials per la seva lluita antifranquista. L'actitud de Maria Pau Trayner, de les monges i la fermesa del vicari episcopal  Josep Maria Brustenga que s'oposaven a l'entrada de la policia al recinte religiós, van rebre crítiques d'alguns pares i mares de les alumnes de l'escola, però també van rebre el suport molt significat d'un grup d'exalumnes que van elogiar la seva tasca en un manifest que es va fer públic.La intercessió de l'abat de Montserrat, Cassià Maria Just, i de l'arquebisbe de Barcelona, Narcís Jubany i Arnau, juntament amb el bisbe auxiliar de Barcelona, Josep Maria Guix i Ferreres, davant les autoritats franquistes, va evitar que Maria Pau Trayner fos empresonada per haver facilitat i donat suport a aquesta reunió.
Al finalitzar el curs 1974 - 1975 fou traslladada a Igualada i allà prengué l'opció de viure a l'Hospitalet de Llobregat, al barri de Can Serra.
Actualment viu a la Comunitat que les Mares Escolàpies tenen a Olesa de Montserrat.
Ha estat professora en ensenyament secundari al barri de Can Serra de l'Hospitalet a l'Institut Torres i Bages. Activista en les reivindicacions de millores en la construcció d'habitatges i serveis socials des de l'inici de la urbanització d'aquest barri. Va liderar la formació feminista a l'Hospitalet de l'associació Grup de Dones de Can Serra (1976) on va ser la secretària en la primera junta gestora en la programació i posada en funcionament de cursos d'alfabetització, formació en puntes i brodats, teatre, sala de gimnàs i l'edició de llibres de poesia per a dones. Va col·laborar en la construcció de la Casa de Reconciliació, parròquia de Sant Benet, on hi ha la seu de l'associació Grup de Dones de Can Serra. En aquest edifici es gestiona l'entrega i intercanvi de roba i entrega d'aliments a dones i homes necessitades.
Fins a l'any 1985 va ser professora de batxillerat a l'Institut Torres i Bages (Can Serra) i a l'Institut Pedraforca de Formació Professional. De 1975 a 1985, aquest institut va passar de tenir 110 alumnes a 909.
Va intervenir en l’alfabetització popular amb perspectiva de gènere i en la teologia feminista. De l’any 1986 al 2016 va participar en escoles d’alfabetització a Nicaragua i altres països d’Amèrica llatina amb col·laboració amb el SETEM (Servei Tercer Món).
Juntament amb Joana Ripollès-Ponsí Ortiz va investigar i publicar una monografia sobre Emma de Barcelona (880 - 942), filla de Guifré el Pilós i de Guinidilda d'Empúries. Aquests comtes varen fundar un monestir, de nom Sant Joan de Ter, a la comarca del Ripollès. Emma de Barcelona va ser la primera abadessa d'aquest monestir, amb el nom actual de Sant Joan de les Abadesses. Emma es va dedicar a la repoblació cristiana des del Conflent fins al Vallès.
Presidenta del Col·lectiu de Dones en l’Església on es defensa la igualtat entre homes i dones dins l'estructura de l'Església, Trayner també forma part de l'Aula d'Extensió Universitària per a Gent Gran de Barcelona.
L’any 2002 va rebre el Premi Equitat-Diferència entre Homes i Dones atorgat per l'Institut Català de la Dona, de la Generalitat de Catalunya, per la seva lluita per a la igualtat dones - homes en l’àmbit religiós.
Va presentar tres ponències al 2n Sínode Europeu de Dones sobre la presència de l'Església en el moviment feminista, Barcelona, 2003. L'any 2004 va rebre el títol de Distinció Ciutadana de l’Ajuntament de l’Hospitalet de Llobregat. Forma part del Consell Municipal de Dones en aquest ajuntament.

## Obra publicada
La indústria tèxtil en mans de les dones. M.P. Trayner i Conxa Llinàs. L'Hospitalet, 2014.
Hi som: aportació de les dones creients a la societat i a l'Església catalanes. El Prat de Llobregat: Rúbrica, 2015. amb Garriga i Trullols, Roser; Sabater i Montserrat, M. Antònia.
Guerrillera: mujer y comandante de la revolución sandinista: memorias de Leticia Herrera. M.P. Trayner i González Casado, Albert; Sabater Montserrat, Maria Antònia. Barcelona: Icaria, 2013.
Dones de l'Hospitalet, agents de canvi social. M.P. Trayner i Llinàs Carmona, Conxa; Villazón Povedano, Juana. Col. Josefina Gómez Olivares, 4. L'Hospitalet : Centre d'Estudis de l'Hospitalet, 2013.
Una història necessària. Col·lectiu de Dones en l'Església. 25 anys (1986- 2011). M.P. Trayner i Amell, Sefa; Ripollès, Joana; Tomàs, Magda [ed.]. Barcelona: Viena, 2011
Emma de Barcelona. Monestir de Sant Joan de les Abadesses. Una dona a l’inici de la història de Catalunya (segles IX-X). Barcelona: Mediterrània, 2008. Reedició. M.P. Trayner i Joana Ripollès-Ponsí Ortiz.